# Мядель
Мядель (біл. Мядзел) — місто в Мінській області Білорусі, адміністративний центр Мядельського району. Розташоване на східному березі озера Мястро, за 4 км на схід від найбільшого озера Білорусі — Нароч.

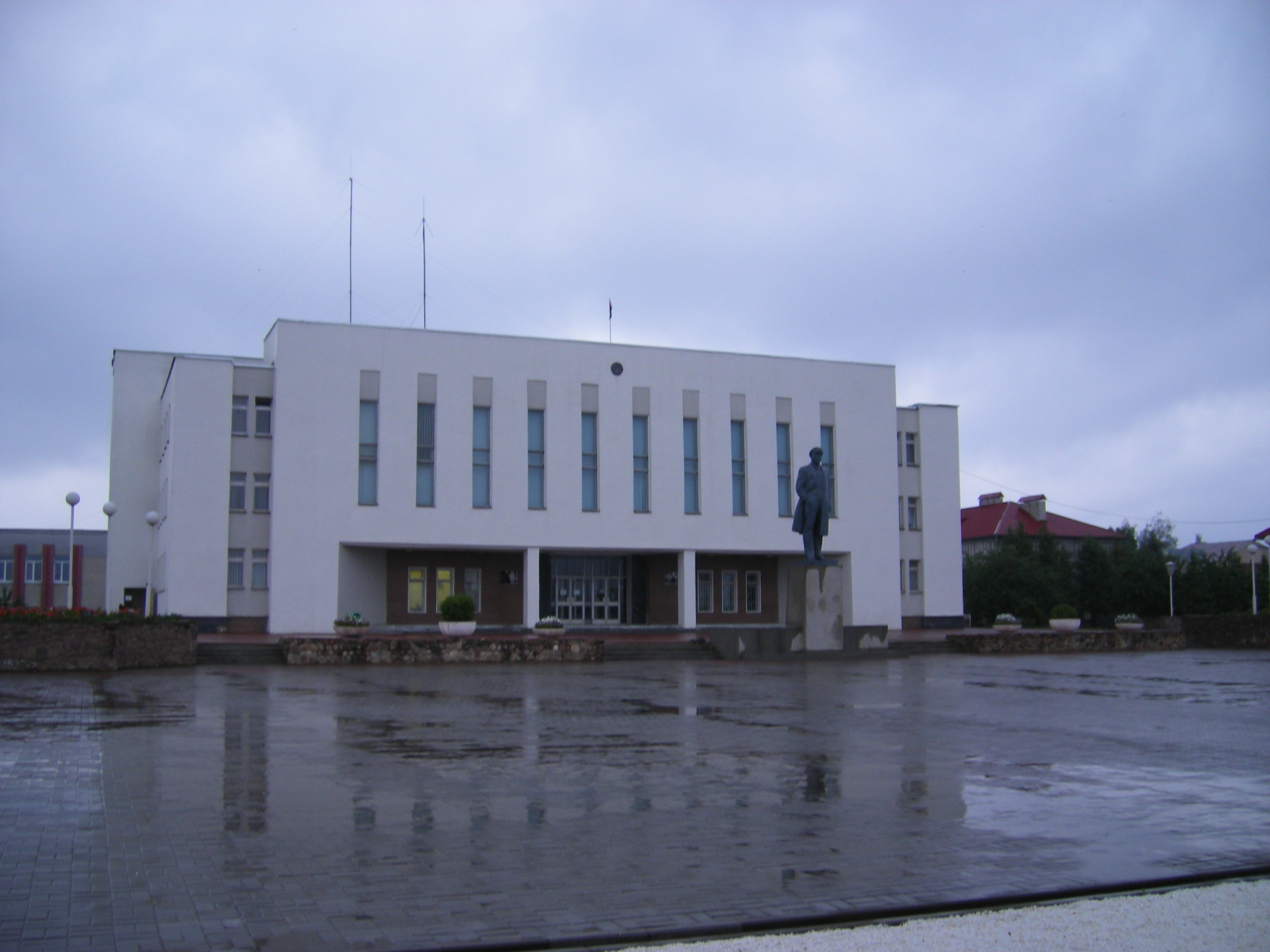
Будівля районної адміністрації

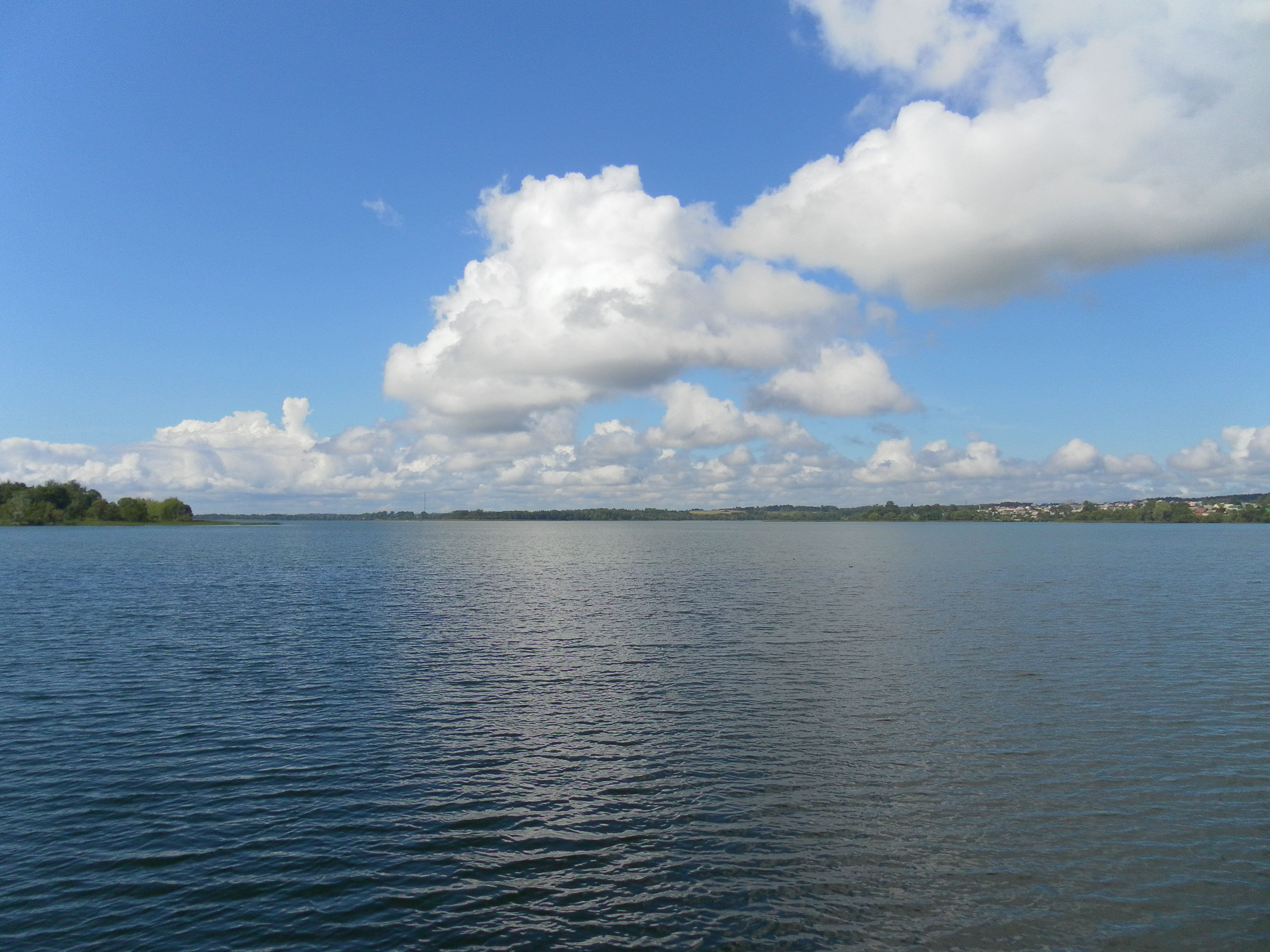
Мядель. Вид на озеро Мястро